# Paroxoplus poecilus
Paroxoplus poecilus är en skalbaggsart som först beskrevs av Bates 1880.  Paroxoplus poecilus ingår i släktet Paroxoplus och familjen långhorningar. Inga underarter finns listade i Catalogue of Life.